# Campionati del mondo di ciclocross 2013 - Gara femminile Elite
La quattordicesima edizione della gara femminile Elite dei Campionati del mondo di ciclocross 2013 si svolse il 2 febbraio 2013 con partenza ed arrivo da Louisville negli Stati Uniti, su un percorso totale di 16,8 km. La vittoria fu appannaggio dell'olandese Marianne Vos, la quale terminò la gara in 43'00", precedendo la statunitense Katie Compton e la francese Lucie Chainel-Lefèvre terza.
Partenza con 32 cicliste, delle quali 25 portarono a termine la competizione.

## Squadre partecipanti
| N. cicliste | Cod. | Squadra       |
| ----------- | ---- | ------------- |
| 5           | BEL  | Belgio        |
| 4           | CAN  | Canada        |
| 3           | CZE  | Rep. Ceca     |
| 3           | FRA  | Francia       |
| 1           | GER  | Germania      |
| 4           | GBR  | Gran Bretagna |

| N. cicliste | Cod. | Squadra     |
| ----------- | ---- | ----------- |
| 3           | ITA  | Italia      |
| 1           | JPN  | Giappone    |
| 3           | NLD  | Paesi Bassi |
| 1           | SUI  | Svizzera    |
| 5           | USA  | Stati Uniti |

## Ordine d'arrivo (Top 10)
| Pos. | Corridore             | Squadra     | Tempo   |
| ---- | --------------------- | ----------- | ------- |
| 1    | Marianne Vos          | Paesi Bassi | 43'00"  |
| 2    | Katie Compton         | Stati Uniti | a 1'34" |
| 3    | Lucie Chainel-Lefèvre | Francia     | a 2'10" |
| 4    | Kateřina Nash         | Rep. Ceca   | a 2'12" |
| 5    | Sanne van Paassen     | Paesi Bassi | a 2'15" |
| 6    | Eva Lechner           | Italia      | a 2'17" |
| 7    | Jasmin Achermann      | Svizzera    | a 2'36" |
| 8    | Sabrina Stultiens     | Paesi Bassi | a 3'06" |
| 9    | Ellen Van Loy         | Belgio      | a 3'18" |
| 10   | Kaitlin Antonneau     | Stati Uniti | a 3'19" |